# ISO 6357

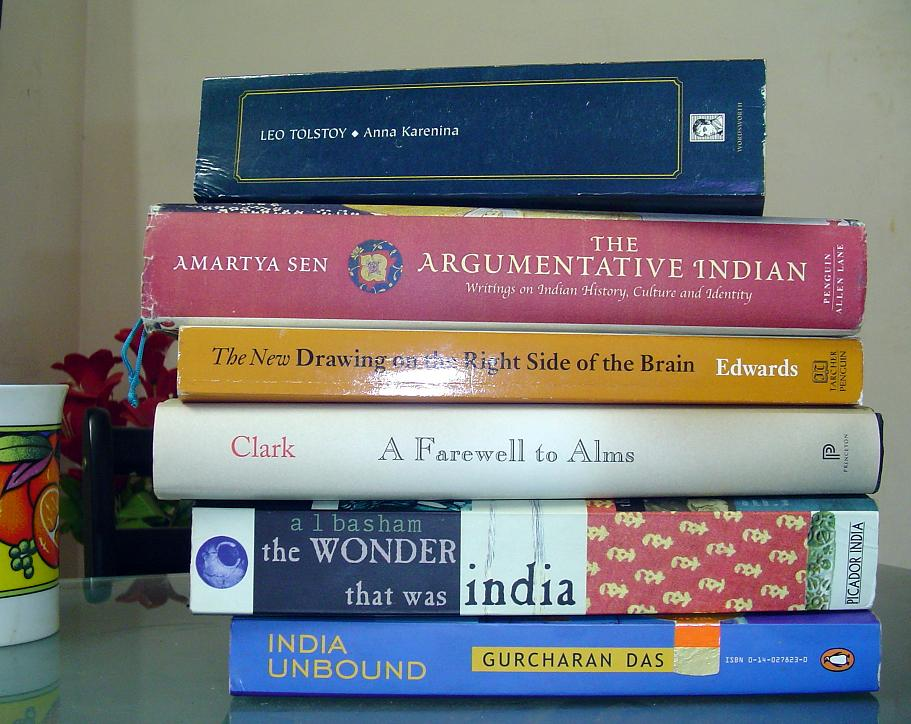
Knihy v angličtině s tituly uvedenými sestupně v souladu s normou ISO 6357

ISO 6357:1985 (Documentation – Spine titles on books and other publications; „Dokumentace – tituly na hřbetu knih a jiných publikací“) je norma Mezinárodní organizace pro normalizaci, která specifikuje standard pro uvádění titulů knih na hřbet u publikací tištěných latinkou, alfabetou nebo cyrilicí.

## Obsah normy
Norma požaduje, aby titul na hřbetu knihy i na případném přebalu odpovídal tomu, který je uveden na titulní stránce, bez úprav či doplňků; pokud je to možné, mělo by být uvedeno také jméno autora (autorů), v případě dostatku místa lze uvést také jméno nakladatele, případně další údaje. U svázaných periodik by se měl na hřbetu uvádět název periodika (v případě potřeby zkrácený), číslo svazku a rok vydání. U knih, které jsou součástí řady, má být na hřbetu uveden název svazku; název řady a číslo svazku v řadě lze přidat, pokud je dostatek místa. U svazků bez vlastních názvů tvořících součásti vícesvazkových publikací se má na hřbetu uvádět označení svazku spolu s názvem této vícesvazkové publikace. Hřbet knihy by měl být typograficky zpracován tak, aby uvedené informace byly snadno čitelné, aby bylo možno knihy a jiné publikace snadno identifikovat na policích i v hromádkách.
V dolní části hřbetu by měl být nejméně 30 mm vysoký prostor bez důležitých informací, vyhrazený pro údaje, které si na knihu přidávají knihovny a podobné instituce.

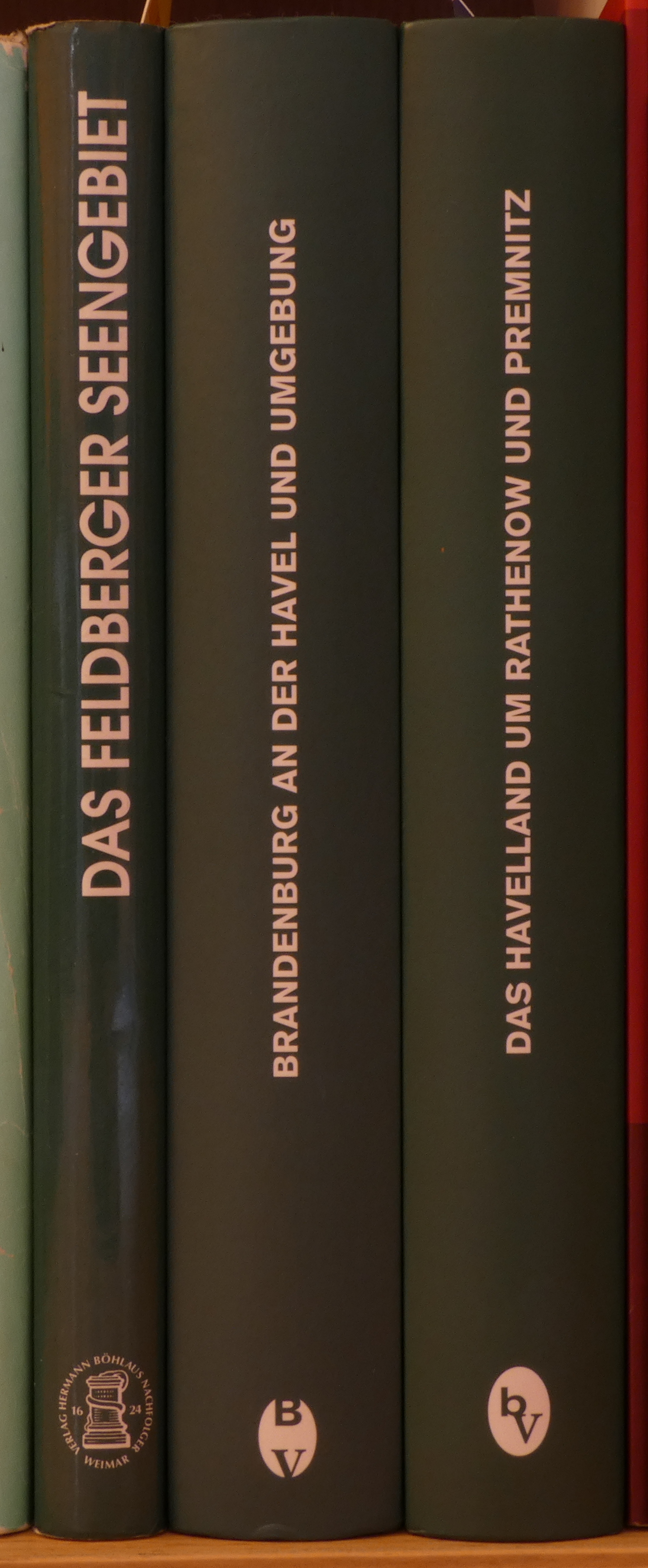
Německé knihy s tituly uváděnými vzestupně

Podle normy by se titul měl na hřbetu knihy uvádět v ideálním případě příčně, tzn. tak, aby se ve chvíli, kdy je kniha postavena, četl vodorovně. Pokud to není možné, stanovuje norma uvádění podélného titulu sestupně, tzn. od hlavy k patě knihy, jinými slovy tak, aby se při položení knihy naplocho titulní stranou nahoru dal titul na hřbetu číst vodorovně zleva doprava. Vzestupný zápis titulu od paty k hlavě, tzn. tak, aby se při postavení knihy do knihovny dal text číst nakloněním hlavy vlevo, norma výslovně označuje jako nestandardní.
V případě velmi tenkých knih, případně pokud z jiného důvodu nelze titul uvést na hřbetě knihy, norma dovoluje uvedení titulu na okraji knihy u hřbetu, ideálně sestupně na přední straně knihy, ale je dovoleno titul uvést i na zadní straně.

## Rozpor se zvyklostmi v některých zemích
Požadavek na uvádění titulů směrem od hlavy k patě knihy odpovídá zvyklostem ve Spojených státech, Velké Británii a ostatních zemích Commonwealthu, ve Skandinávii či Nizozemsku. Ve většině kontinentální Evropy (včetně Česka) a latinské Ameriky je však zvykem tituly na hřbetu uvádět opačně, vzestupně, tzn. tak, aby abecedně seřazené knihy v knihovně se s náklonem hlavy vlevo četly standardně zleva doprava, seřazené shora dolů.
Z toho důvodu se tato norma v těchto zemích prakticky nepoužívá a do národních standardů nepřebírá (např. ČSN ISO 7144 uvádí v seznamu citovaných norem ISO 6357 jako „dosud nezavedena“).